# Thomas Edmondson
Thomas Edmondson (* 30. Juni 1792 in Lancaster; † 22. Juni 1851 in Manchester) war der Erfinder des nach ihm benannten und bis in die 1980er Jahre weltweit verbreiteten Fahrkartensystems, der Edmondsonschen Fahrkarte.

## Leben

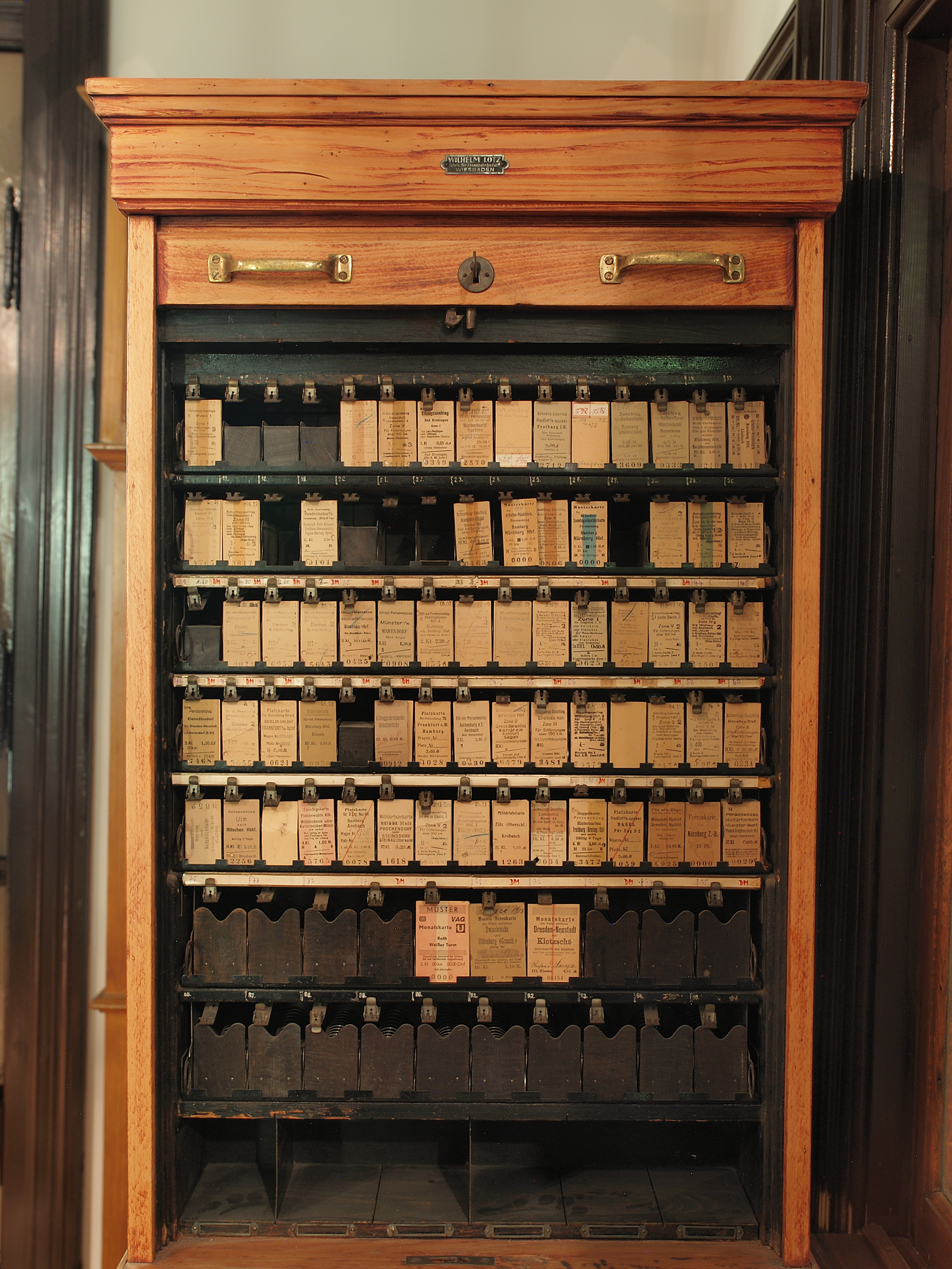
Fahrkartenschrank („Ternion“) im Verkehrsmuseum Nürnberg

Edmondson war ein Quäker und arbeitete ursprünglich in der Möbeltischlerei der Firma Gillow in Lancaster.
Edmondson wurde 1836 Stationsvorsteher der kleinen Station Milton an der neu eröffneten Newcastle and Carlisle Railway. Dort begann er statt der damals üblichen kleinen Zettel als Fahrausweise, von der Postkutsche übernommen, ein neues Fahrkartensystem mit im Voraus mit Reisedetails bedruckten Tickets zu entwickeln.
Mit der Eröffnung der Manchester and Leeds Railway im Jahr 1839 wurde Edmondson dort zum leitenden Fahrkartenschalterbeamten in Manchester ernannt.
Seinen Durchbruch erzielte Edmondson mit der Entwicklung der als „Ternion“ bekannten Maschine, die Fahrkarten serienweise inklusive fortlaufender Nummerierung druckte. Er ließ die Maschine patentieren und konnte von Eisenbahngesellschaften eine Lizenzgebühr von zehn Shilling pro Jahr und Streckenmeile verlangen.
Seine Maschinen und deren verbesserte Nachfolger wurden rasch zum Standard im britischen und internationalen Eisenbahnwesen. Edmondson starb wohlhabend und seine Familie führte das Geschäft noch viele Jahre weiter.

## Ehrungen
Die South Tynedale Railway mit Sitz in Alston (Cumbria) betreibt eine von Henschel konstruierte Dampflokomotive, die zum 125-jährigen Jubiläum der Kartonfahrkarte nach Thomas Edmondson benannt wurde. Die Bahn verwendet auch weiterhin Edmondsonsche Fahrkarten.
Die norwegischen Staatsbahnen (Norges Statsbaner – NSB) setzten die Edmondsonsche Kartonfahrkarte bis in die späten 1990er-Jahre ein; einige kleinere Bahnhöfe im Nahverkehrsraum Oslo gehörten zu den letzten Verkaufsstellen. Der Norwegische Eisenbahnklub übernahm die beiden letzten Fahrkartenpressen der NSB – eine davon war Stand 2022 noch funktionsfähig und wird für den Druck von Fahrkarten auf norwegischen Museumsbahnen verwendet.